# Winfried Weier

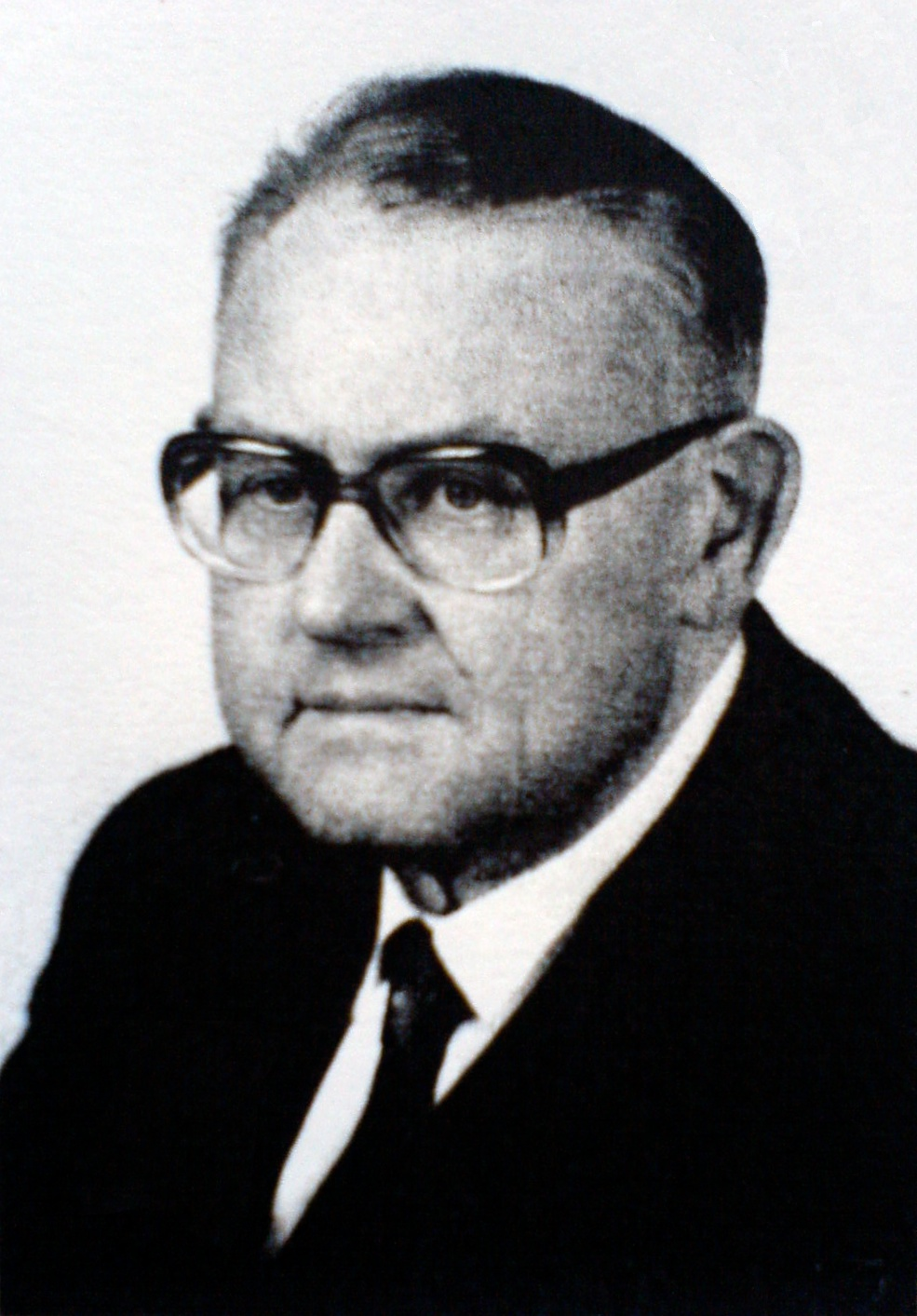
Winfried Weier

Winfried Ferdinand Weier (* 26. April 1934 in Fulda; † 5. Oktober 2013 in Reichenberg) war ein deutscher Philosoph, Hochschullehrer und Träger des Silvesterordens.

## Biografie

### Elternhaus
Winfried Weier wurde am 26. April 1934 in Fulda als Sohn des Studienrates Ferdinand Weier (* 2. Mai 1888 in Winkels; † 14. Mai 1956 in Fulda) und dessen Frau Eva, geb. Kind (* 31. Juli 1888 in Fulda; † 27. Mai 1985 in Trier) in Fulda geboren. Er war das jüngste von vier Geschwistern in einer katholisch geprägten Familie. Die einzige Tochter der Familie war schon 1932 im ersten Lebensjahr an einer Infektionskrankheit verstorben.
Seine frühe Kindheit war durch ideologisch motivierte Schikane des Nationalsozialistischen Regimes gegenüber der anders denkenden Familie geprägt. Die Ablehnung der nationalsozialistischen Ideologie in Gesinnung und Tat führte insbesondere beim Vater zu großen beruflichen Problemen, sodass er als Lehrer mehrfach strafversetzt wurde. Das Fernhalten der Kinder von der Hitlerjugend gestaltete sich für die Eltern äußerst schwierig. Schließlich wurde der älteste Bruder Josef gegen Kriegsende doch noch eingezogen, überlebte jedoch den Krieg. Im Zuge des Einmarsches der US-Amerikaner in Fulda musste die Familie ihr Heim in der Marienstraße 1 in kürzester Zeit räumen und wohnte zeitweise zur Untermiete. Der Gesundheitszustand des Vaters verschlechterte sich in den Nachkriegsjahren zunehmend, und er verstarb im Alter von 68 Jahren an einer Herzkrankheit.

### Ausbildung und berufliches Wirken
Winfried Weier besuchte 1940 bis 1944 die Volksschule in Fulda, und anschließend bis 1954 das dortige humanistische Domgymnasium. Es folgte das Studium der Philosophie, Germanistik und Theologie (Lehramt) an der Universität Mainz, an der Weier 1959 den Doktorgrad der Philosophie erwarb. 1962 schloss er das genannte Studium mit dem Staatsexamen mit Auszeichnung ab. Danach arbeitete er von 1962 bis 1972 als Assistent und Dozent im Fach Philosophie an der Pädagogischen Hochschule Würzburg. 1966 habilitierte er sich im Fach Philosophie an der Universität Salzburg. Dort lehrte er von 1967 bis 1999 neben seiner Tätigkeit in Würzburg als Universitätsdozent als außerordentlicher Professor.
1972 erhielt er einen Lehrauftrag an der Erziehungswissenschaftlichen Fakultät, später an der Theologischen Fakultät der Universität Würzburg und war dort von 1974 bis zu seiner Emeritierung 1999 Professor für Christliche Philosophie.
Im Ruhestand setzte er seine wissenschaftliche Arbeit fort. Aufgrund einer Augenkrankheit wurde ihm letztere jedoch stark erschwert. Weier publizierte zu Lebzeiten zwei weitere Werke (2005 und 2009), sein letztes Buch erschien 2014 posthum.

### Auszeichnung mit dem Silvesterorden
Am 8. März 2004 wurde Weier durch Papst Johannes Paul II. für seine besonderen Verdienste um die römisch-katholische Kirche mit dem Silvesterorden ausgezeichnet. In der Laudatio betonte Weihbischof Helmut Bauer, dass Weier eine ganze Theologengeneration entscheidend geprägt habe. Seine Lehrtätigkeit habe er nicht nur als Wissensvermittlung, sondern als Anstoß zu eigenständigem philosophischen Denken verstanden. Stets sei es ihm ein wichtiges Ziel gewesen, die rationale Verantwortbarkeit des christlichen Glaubens herauszustellen. „Es war ihm ein Anliegen, seine Studenten dazu zu befähigen, relativistischen und reduktionistischen philosophischen Ansätzen argumentativ begegnen zu können.“

### Privatleben
Winfried Weier heiratete 1971 die Lehrerin Ingrid, geb. Meier (* 1942). Mit ihr hat er eine Tochter und einen Sohn.
Die überwiegende Zeit seines Lebens verbrachte Weier in Würzburg. 1982 erfolgte der Umzug nach Reichenberg bei Würzburg, wo er am 5. Oktober 2013 verstarb.
Weiers Brüder waren ebenfalls im Hochschulbereich tätig.
- Reinhold Weier (* 6. Februar 1928; † 27. Oktober 2009) war Priester und erhielt am 3. Juli 1968 den Lehrstuhl für Dogmatik und Dogmengeschichte II an der Theologischen Fakultät der Universität Trier. Er emeritierte dort 1996.
- Josef Weier (* 17. März 1927; † 3. Dezember 2009) lehrte von 1965 bis 1992 das Fach Mathematik an der Universität Bonn. Er war Mitglied der Deutschen Gesellschaft für Luft- und Raumfahrt.

## Werke
- Die Stellung des Johannes Clauberg in der Philosophie (1960)
- Sinn und Teilhabe. Das Grundthema der abendländischen Geistesentwicklung (1970)
- Die definitorischen Ursprünge des Nihilismus (1974)
- Strukturen menschlicher Existenz. Grenzen heutigen Philosophierens (1977)
- Nihilismus. Geschichte, System, Kritik (1980)
- Geistesgeschichte im Systemvergleich. Zur Problematik des historischen Denkens (1984)
- Phänomene und Bilder des Menschseins. Grundlegung einer Dimensionalen Anthropologie (1986)
- Die Grundlegung der Neuzeit. Typologie der Philosophiegeschichte (1988)
- Religion als Selbstfindung, Grundlegung einer Existenzanalytischen Religionsphilosophie (1991)
- Brennpunkte der Gegenwartsphilosophie, Zentralthemen und Tendenzen im Zeitalter der Nihilismus (1991)
- Das Phänomen Geist. Auseinandersetzung mit Psychoanalyse, Logistik, Verhaltensforschung (1995)
- Sinnerfahrung menschlicher Existenz Neue Wege der Gotteserkenntnis (1999)
- Idee und Wirklichkeit. Philosophie deutscher Dichtung (2005)
- Gott als Prinzip der Sittlichkeit, Grundlegung einer existenziellen und theonomen Ethik (2009)
- Gibt es objektive Wahrheit? Auseinandersetzung mit der neuzeitlichen Erkenntniskritik (2014)

Weitere Veröffentlichungen: 72 Artikel in wissenschaftlichen Fachzeitschriften